# Saison 2016-2017 de la PSA
Le PSA World Tour 2016-2017 est le circuit professionnel de tournois de squash organisé par l'association professionnelle de squash (PSA) pour la saison 2016. Les tournois les plus importants du circuit sont les championnats du monde masculin et féminin (le championnat du monde féminin 2016 se tient en 2017). Le circuit est constitué de trois catégories World Series, avec les plus importantes dotations en argent et en points, International and Challenger. En fin d'année, le circuit PSA World Series se conclut par les finales World Series à Dubaï, la fin de la saison world series pour les 8 meilleurs joueurs et joueuses au classement. 
Pour la saison 2016-2017, c'est un total de 149 tournois organisés. Le montant total des prix s'élève à 3 798 000 $.

## Calendrier
Catégories: tournois International et World Series.

### Légendes
| Championnats du monde |
| World Series          |
| International 100     |
| International 70      |
| International 50      |

### Août
| Tournoi | Date            | Champion                                 | Finaliste         | Demi-finalistes              | Quart de finalistes                                         |
| --- | --------------- | ---------------------------------------- | ----------------- | ---------------------------- | ----------------------------------------------------------- |
| Hong Kong Open 2016 Hong Kong, Chine Homme : World Series 150 000 $ - tableau Femme : World Series 100 000 $ - tableau | 23–28 août 2016 | Ramy Ashour 11–9, 8–11, 11–6, 5–11, 11–6 | Karim Abdel Gawad | Ryan Cuskelly Max Lee        | Simon Rösner Cameron Pilley Fares Dessouky James Willstrop  |
| Hong Kong Open 2016 Hong Kong, Chine Homme : World Series 150 000 $ - tableau Femme : World Series 100 000 $ - tableau | 23–28 août 2016 | Nouran Gohar 6–11, 12–10, 11–7, 11–8     | Amanda Sobhy      | Nour El Sherbini Nicol David | Laura Massaro Camille Serme Omneya Abdel Kawy Nour El Tayeb |

### Septembre
| Tournoi | Date                            | Champion                                         | Finaliste        | Demi-finalistes                   | Quart de finalistes                                              |
| --- | ------------------------------- | ------------------------------------------------ | ---------------- | --------------------------------- | ---------------------------------------------------------------- |
| Open de Chine Shanghai, Chine Homme : International 100 100 000 $ - tableau Femme : International 70 70 000 $ - tableau             | 1–4 septembre 2016              | Mohamed El Shorbagy 11–5, 11–3, 11–3             | Grégory Gaultier | Karim Abdel Gawad Borja Golán     | Mathieu Castagnet Tarek Momen Cameron Pilley Saurav Ghosal       |
| Open de Chine Shanghai, Chine Homme : International 100 100 000 $ - tableau Femme : International 70 70 000 $ - tableau             | 1–4 septembre 2016              | Laura Massaro 11–9, 11–5, 11–3                   | Nouran Gohar     | Raneem El Weleily Joelle King     | Joshna Chinappa Sarah-Jane Perry Alison Waters Salma Hany        |
| Open international de Nantes Nantes, France Homme : International 25 25 000 $ - tableau                                             | 7–11 septembre 2016             | Grégoire Marche 11–6, 8–11, 11–6, 11–2           | Chris Simpson    | Daryl Selby Tom Richards          | Declan James Karim Ali Fathi Olli Tuominen Joel Makin            |
| Open de Macao Macao, Chine Homme : International 50 50 000 $ - tableau Femme : International 50 50 000 $ - tableau                  | 15–18 septembre 2016            | Daryl Selby Walkover                             | Max Lee          | Mohamed El Shorbagy Saurav Ghosal | Alan Clyne Ivan Yuen Mohd Nafiizwan Adnan Harinder Pal Sandhu    |
| Open de Macao Macao, Chine Homme : International 50 50 000 $ - tableau Femme : International 50 50 000 $ - tableau                  | 15–18 septembre 2016            | Joelle King 5–11, 11–8, 11–3, 11–9               | Annie Au         | Delia Arnold Emily Whitlock       | Line Hansen Mayar Hany Donna Urquhart Joey Chan                  |
| Open de Charlottesville Charlottesville, États-Unis Homme : International 25 25 000 $ - tableau                                     | 14–17 septembre 2016            | Stephen Coppinger 11–8, 15–13, 12–14, 9–11, 4–11 | Ryan Cuskelly    | Diego Elías Adrian Waller         | Arturo Salazar Alfredo Ávila Campbell Grayson Alister Walker     |
| Al-Ahram International Le Caire, Égypte Homme : International 100 100 000 $ - tableau Femme : International 100 100 000 $ - tableau | 19–23 septembre 2016            | Karim Abdel Gawad 11–4, 11–7, 11–5               | Ali Farag        | Mohamed El Shorbagy Omar Mosaad   | Tarek Momen Simon Rösner Ramy Ashour Zahed Mohamed               |
| Al-Ahram International Le Caire, Égypte Homme : International 100 100 000 $ - tableau Femme : International 100 100 000 $ - tableau | 19–23 septembre 2016            | Raneem El Weleily 11–5, 11–9, 9–11, 9–11, 11–7   | Nour El Sherbini | Sarah-Jane Perry Nour El Tayeb    | Nicol David Omneya Abdel Kawy Amanda Sobhy Alison Waters         |
| Netsuite Open San Francisco, États-Unis Homme : International 100 100 000 $ - tableau Femme : International 50 50 000 $ - tableau   | 27 septembre - 1er octobre 2016 | Grégory Gaultier 11–9, 11–2, 14–12               | James Willstrop  | Marwan El Shorbagy Diego Elías    | Simon Rösner Cameron Pilley Ryan Cuskelly Grégoire Marche        |
| Netsuite Open San Francisco, États-Unis Homme : International 100 100 000 $ - tableau Femme : International 50 50 000 $ - tableau   | 27 septembre - 1er octobre 2016 | Laura Massaro 11–4, 9–11, 11–8, 11–7             | Amanda Sobhy     | Nicol David Joelle King           | Victoria Lust Nour El Tayeb Joey Chan Heba El Torky              |
| JSW ISC Otters International Mumbai, Inde Femme : International 35 35 000 $ - tableau                                               | 29 septembre - 2 octobre 2016   | Annie Au 11–9, 13–11, 11–7                       | Joshna Chinappa  | Delia Arnold Tesni Evans          | Dipika Pallikal Liu Tsz-Ling Nadine Shahin Milou van der Heijden |

### Octobre
| Tournoi | Date                         | Champion                                                    | Finaliste         | Demi-finalistes                      | Quart de finalistes                                             |
| --- | ---------------------------- | ----------------------------------------------------------- | ----------------- | ------------------------------------ | --------------------------------------------------------------- |
| US Open Philadelphie, États-Unis Homme : World Series 150 000 $ - tableau Femme : World Series 150 000 $ - tableau | 8–15 octobre 2016            | Mohamed El Shorbagy 10–12, 12–14, 11–1, 11–4, 3–0 (abandon) | Nick Matthew      | Karim Abdel Gawad James Willstrop    | Grégory Gaultier Marwan El Shorbagy Ali Farag Stephen Coppinger |
| US Open Philadelphie, États-Unis Homme : World Series 150 000 $ - tableau Femme : World Series 150 000 $ - tableau | 8–15 octobre 2016            | Camille Serme 11–8, 7–11, 12–10, 11–9                       | Nour El Sherbini  | Raneem El Weleily Amanda Sobhy       | Laura Massaro Nicol David Nouran Gohar Alison Waters            |
| Pakistan International Islamabad, Pakistan Homme : International 25 25 000 $ - tableau                             | 19–22 octobre 2016           | Zahed Mohamed 12–10, 11–9, 6–3 (abandon)                    | Omar Abdel Meguid | Todd Harrity Farhan Mehboob          | Farhan Zaman Peter Creed Tayyab Aslam Youssef Soliman           |
| Carol Weymuller Open Brooklyn, États-Unis Femme : International 50 50 000 $ - tableau                              | 20–24 octobre 2016           | Nour El Sherbini 13–11, 11–6, 11–3                          | Alison Waters     | Camille Serme Sarah-Jane Perry       | Joshna Chinappa Joelle King Annie Au Olivia Blatchford          |
| Championnats du monde Le Caire, Égypte Homme : Championnats du monde 350 000 $ - tableau                           | 30 octobre - 6 novembre 2016 | Karim Abdel Gawad 5–11, 11–6, 11–7, 2–1 (abandon)           | Ramy Ashour       | Mohamed El Shorbagy Grégory Gaultier | Nick Matthew Ali Farag Tarek Momen Fares Dessouky               |
| Wadi Degla Open Le Caire, Égypte Femme : International 50 50 000 $ - tableau                                       | 31 octobre - 4 novembre 2016 | Raneem El Weleily 11–8, 7–11, 11–4, 11–5                    | Nouran Gohar      | Nicol David Tesni Evans              | Nour El Tayeb Donna Urquhart Mariam Metwally Salma Hany         |

### Novembre
| Tournoi                                                                                    | Date                | Champion                                    | Finaliste           | Demi-finalistes              | Quart de finalistes                                            |
| ------------------------------------------------------------------------------------------ | ------------------- | ------------------------------------------- | ------------------- | ---------------------------- | -------------------------------------------------------------- |
| Qatar Classic Doha, Qatar Homme : World Series 150 000 $ - tableau                         | 12–18 novembre 2016 | Karim Abdel Gawad 12-10, 15-13, 11-7        | Mohamed El Shorbagy | Nick Matthew Daryl Selby     | Simon Rösner Grégoire Marche Marwan El Shorbagy Cameron Pilley |
| Monte-Carlo Squash Classic Monte Carlo, Monaco Femme : International 25 25 000 $ - tableau | 22–25 novembre 2016 | Victoria Lust 9-11, 11-6, 5-11, 11-9, 11-8  | Millie Tomlinson    | Nadine Shahin Donna Urquhart | Fiona Moverley Line Hansen Hollie Naughton Hana Ramadan        |
| Open d'Edmonton Edmonton, Canada International 35 35 000 $ - tableau                       | 23–26 novembre 2016 | Diego Elías 11-4, 11-4, 11-7                | César Salazar       | Daryl Selby Alfredo Ávila    | Ben Coleman Joe Lee Charles Sharpes Alister Walker             |
| JSW CCI International Bombay, Inde Homme : International 50 50 000 $ - tableau             | 24–27 novembre 2016 | Fares Dessouky 11-9, 8-11, 11-6, 7-11, 11-5 | Mohamed Abouelghar  | Chris Simpson Nicolas Müller | Alan Clyne Lucas Serme Saurav Ghosal Mohamed Reda              |

### Décembre
| Tournoi | Date               | Champion                          | Finaliste         | Demi-finalistes              | Quart de finalistes                                                       |
| --- | ------------------ | --------------------------------- | ----------------- | ---------------------------- | ------------------------------------------------------------------------- |
| British Grand Prix Manchester, Angleterre Homme : International 70 70 000 $ - tableau                          | 2–5 décembre 2016  | Nick Matthew 11-7, 12-10, 11-4    | James Willstrop   | Grégory Gaultier Daryl Selby | Mohd Nafiizwan Adnan Cameron Pilley Richie Fallows Max Lee                |
| Channel VAS Championships Weybridge, Angleterre Homme : International 100 100 000 $ - tableau                  | 8–12 décembre 2016 | Paul Coll 11-7, 13-11, 11-4       | Tarek Momen       | Daryl Selby James Willstrop  | Saurav Ghosal Miguel Ángel Rodríguez Marwan El Shorbagy Stephen Coppinger |
| Championnat du monde féminin 2016 El Gouna, Égypte Femme : Championnats du monde de squash 165 000 $ - tableau | 7–14 avril 2017    | Nour El Sherbini 11-8, 11-9, 11-9 | Raneem El Weleily | Nouran Gohar Camille Serme   | Sarah-Jane Perry Nicol David Laura Massaro Joshna Chinappa                |

### Janvier
| Tournoi | Date               | Champion                                    | Finaliste        | Demi-finalistes                     | Quart de finalistes                                              |
| --- | ------------------ | ------------------------------------------- | ---------------- | ----------------------------------- | ---------------------------------------------------------------- |
| Pakistan International Islamabad, Pakistan Homme : International 25 25 000 $                                                   | 3–6 janvier 2017   | Farhan Mehboob 11-4, 11-4, 8-11, 12-10      | Leo Au           | Karim Ali Fathi Mohamed Reda        | Farhan Zaman Israr Ahmed Karim El Hammamy Yip Tsz Fung           |
| Tournament of Champions New York, États-Unis Homme : World Series 150 000 $ - tableau Femme : World Series 150 000 $ - tableau | 12–19 janvier 2017 | Karim Abdel Gawad 6–11, 11–6, 12-10, 11–6   | Grégory Gaultier | Mohamed El Shorbagy James Willstrop | Marwan El Shorbagy Tarek Momen Paul Coll Simon Rösner            |
| Tournament of Champions New York, États-Unis Homme : World Series 150 000 $ - tableau Femme : World Series 150 000 $ - tableau | 12–19 janvier 2017 | Camille Serme 13-11, 8–11, 4-11, 11–3, 11-7 | Laura Massaro    | Nour El Sherbini Sarah-Jane Perry   | Nicol David Nouran Gohar Omneya Abdel Kawy Raneem El Weleily     |
| Motor City Open Détroit, États-Unis Homme : International 70 70 000 $ - tableau                                                | 27-30 janvier 2017 | Ryan Cuskelly 4–11, 11–5, 11–5, 11–9        | Ali Farag        | Stephen Coppinger Diego Elías       | César Salazar Omar Mosaad Miguel Á. Rodríguez Marwan El Shorbagy |

### Février
| Tournoi | Date                       | Champion                                    | Finaliste          | Demi-finalistes                    | Quart de finalistes                                                |
| --- | -------------------------- | ------------------------------------------- | ------------------ | ---------------------------------- | ------------------------------------------------------------------ |
| Open de Suède Linköping, Suède Homme : International 70 70 000 $ - tableau                                            | 2–5 février 2017           | Grégory Gaultier 7-11, 11-3, 11-0, 11-8     | Karim Abdel Gawad  | Alan Clyne Simon Rösner            | Cameron Pilley Mathieu Castagnet Daryl Selby Tarek Momen           |
| Holtrand Open Medicine Hat, Canada Homme : International 25 25 000 $                                                  | 2-5 février 2017           | Yip Tsz Fung 8-11, 11-8, 8-11, 12-10, 12-10 | Abdulla Al-Tamimi  | Diego Elías Leo Au                 | Joel Makin Karim El Hammamy Charles Sharpes Nathan Lake            |
| Open de Pittsburgh Carthagène, Colombie Homme : International 25 25 000 $ - tableau                                   | 2-5 février 2017           | Zahed Mohamed 12-10, 11-9, 7-11, 11-7       | Ivan Yuen          | Abdulla Al-Tamimi Campbell Grayson | Peter Creed Todd Harrity Rex Hedrick Alfredo Ávila                 |
| Cleveland Classic Cleveland, États-Unis Femme : International 50 50 000 $ - tableau                                   | 17–20 février 2017         | Camille Serme 10-12, 9-11, 11-7, 11-8, 11-7 | Alison Waters      | Sarah-Jane Perry Emily Whitlock    | Tesni Evans Victoria Lust Joshna Chinappa Nour El Tayeb            |
| Windy City Open Chicago, États-Unis Homme : World Series 150 000 $ - tableau Femme : World Series 150 000 $ - tableau | 23 février - 1er mars 2017 | Grégory Gaultier 5-11, 11-8, 11-2, 11-4     | Marwan El Shorbagy | Ali Farag Borja Golán              | Mohamed El Shorbagy Simon Rösner James Willstrop Karim Abdel Gawad |
| Windy City Open Chicago, États-Unis Homme : World Series 150 000 $ - tableau Femme : World Series 150 000 $ - tableau | 23 février - 1er mars 2017 | Raneem El Weleily 10-12, 11–7, 11–7, 11–7   | Nour El Sherbini   | Camille Serme Nouran Gohar         | Nicol David Alison Waters Amanda Sobhy Laura Massaro               |

### Mars
| Tournoi | Date            | Champion                                | Finaliste         | Demi-finalistes                    | Quart de finalistes                                              |
| --- | --------------- | --------------------------------------- | ----------------- | ---------------------------------- | ---------------------------------------------------------------- |
| Open du Texas Dallas, États-Unis Femme : International 35 35 000 $ - tableau                                    | 2–5 mars 2017   | Annie Au 11-6, 7-11, 11-5, 5-11, 11-8   | Donna Urquhart    | Millie Tomlinson Joelle King       | Danielle Letourneau Jenny Duncalf Kanzy El Defrawy Coline Aumard |
| Canary Wharf Squash Classic Londres, Angleterre Homme : International 70 70 000 $ - tableau                     | 6–10 mars 2017  | Nick Matthew 11-9, 11-7, 10-12, 11-8    | Fares Dessouky    | Paul Coll Borja Golán              | Cameron Pilley Daryl Selby Mathieu Castagnet Lucas Serme         |
| Ciudad de Floridablanca Floridablanca, Colombie Femme : International 70 70 000 $ - tableau                     | 8-11 mars 2017  | Nicol David 11-3, 11-4, 11-8            | Olivia Blatchford | Amanda Sobhy Alison Waters         | Tesni Evans Emily Whitlock Victoria Lust Joey Chan               |
| Wimbledon Club Open Londres, Angleterre Homme : International 25 25 000 $ - tableau                             | 14-17 mars 2017 | Alan Clyne 11–3, 11–9, 11–6             | Tom Richards      | Saurav Ghosal Mohd Nafiizwan Adnan | Joe Lee Jaymie Haycocks Mahesh Mangaonkar Vikram Malhotra        |
| British Open Hull, Angleterre Homme : World Series 150 000 $ - tableau Femme : World Series 150 000 $ - tableau | 21–26 mars 2017 | Grégory Gaultier 8-11, 11-7, 11-3, 11-3 | Nick Matthew      | Mohamed El Shorbagy Ramy Ashour    | Ali Farag Tarek Momen Mathieu Castagnet Mohamed Abouelghar       |
| British Open Hull, Angleterre Homme : World Series 150 000 $ - tableau Femme : World Series 150 000 $ - tableau | 21–26 mars 2017 | Laura Massaro 11-8, 11-8, 6-11, 11-6    | Sarah-Jane Perry  | Nour El Sherbini Nicol David       | Emily Whitlock Raneem El Weleily Donna Urquhart Camille Serme    |
| Open de Montréal Montréal, Canada Homme : International 25 25 000 $                                             | 28-31 mars 2017 | César Salazar 11-8, 16-14, 11-6         | Omar Abdel Meguid | Saurav Ghosal Adrian Waller        | Arturo Salazar Nick Sachvie Lucas Serme Olli Tuominen            |

### Avril
| Tournoi                                                                          | Date             | Champion                                 | Finaliste         | Demi-finalistes                   | Quart de finalistes                                         |
| -------------------------------------------------------------------------------- | ---------------- | ---------------------------------------- | ----------------- | --------------------------------- | ----------------------------------------------------------- |
| El Gouna International El Gouna, Égypte Homme : World Series 150 000 $ - tableau | 7–14 avril 2017  | Grégory Gaultier 11-6, 11-8, 11-7,       | Karim Abdel Gawad | Marwan El Shorbagy Fares Dessouky | Mohamed El Shorbagy Paul Coll Diego Elías Simon Rösner      |
| Houston Open Houston, États-Unis Homme : PSA 70 70 000 $ - tableau               | 19–23 avril 2017 | Karim Abdel Gawad 11-6, 5-11, 11-8, 11-6 | Tarek Momen       | Fares Dessouky Mohamed Abouelghar | Ryan Cuskelly Paul Coll Miguel Ángel Rodríguez Mazen Hesham |

### Mai
| Tournoi                                                                                    | Date           | Champion                            | Finaliste     | Demi-finalistes                      | Quart de finalistes                                            |
| ------------------------------------------------------------------------------------------ | -------------- | ----------------------------------- | ------------- | ------------------------------------ | -------------------------------------------------------------- |
| Grasshopper Cup Zurich, Suisse Homme : PSA 100 100 000 $ - tableau                         | 3–7 mai 2017   | Grégory Gaultier 11-8, 11-9, 14-12  | Ali Farag     | Nick Matthew Tarek Momen             | Mohamed El Shorbagy Omar Mosaad Simon Rösner Karim Abdel Gawad |
| Bellevue Squash Classic 2017 Bellevue, États-Unis Homme : World Series 150 000 $ - tableau | 16–20 mai 2017 | Grégory Gaultier 12-10, 12-10, 11-8 | Ali Farag     | James Willstrop Marwan El Shorbagy   | Tarek Momen Borja Golán Ryan Cuskelly Ramy Ashour              |
| Torneo Internacional PSA Sporta Guatemala, Guatemala Homme : PSA 50 50 000 $ - tableau     | 24–27 mai 2017 | Mohamed Abouelghar 11-6, 11-5, 11-3 | Zahed Mohamed | César Salazar Miguel Ángel Rodríguez | Yip Tsz Fung Omar Mosaad Diego Elías Max Lee                   |

### Juin
| Tournoi | Date           | Champion                              | Finaliste        | Demi-finalistes                | Quart de finalistes                                          |
| --- | -------------- | ------------------------------------- | ---------------- | ------------------------------ | ------------------------------------------------------------ |
| World Series Finals 2017 Dubaï, Émirats arabes unis Homme : World Series Finals 160 000 $ - tableau Femme : World Series Finals 160 000 $ - tableau | 6-10 juin 2017 | Mohamed El Shorbagy 12–10, 11–9, 11–8 | James Willstrop  | Simon Rösner Karim Abdel Gawad | Marwan El Shorbagy Ali Farag Nick Matthew Grégory Gaultier   |
| World Series Finals 2017 Dubaï, Émirats arabes unis Homme : World Series Finals 160 000 $ - tableau Femme : World Series Finals 160 000 $ - tableau | 6-10 juin 2017 | Laura Massaro 11-8, 12-10, 11-5       | Nour El Sherbini | Camille Serme Nouran Gohar     | Sarah-Jane Perry Raneem El Weleily Alison Waters Nicol David |

## Classements
| Rang | Joueur              | Pays       |
| 1    | Mohamed El Shorbagy | Égypte     |
| 2    | Karim Abdel Gawad   | Égypte     |
| 3    | Grégory Gaultier    | France     |
| 4    | Nick Matthew        | Angleterre |
| 5    | Ramy Ashour         | Égypte     |
| 6    | Marwan El Shorbagy  | Égypte     |
| 7    | Ali Farag           | Égypte     |
| 8    | Tarek Momen         | Égypte     |
| 9    | Omar Mosaad         | Égypte     |
| 10   | Simon Rösner        | Allemagne  |

| Rang | Joueuse           | Pays             |
| 1    | Nour El Sherbini  | Égypte           |
| 2    | Nouran Gohar      | Égypte           |
| 3    | Raneem El Weleily | Égypte           |
| 4    | Camille Serme     | France           |
| 5    | Laura Massaro     | Angleterre       |
| 6    | Amanda Sobhy      | États-Unis       |
| 7    | Nicol David       | Malaisie         |
| 8    | Alison Waters     | Angleterre       |
| 9    | Omneya Abdel Kawy | Égypte           |
| 10   | Joelle King       | Nouvelle-Zélande |

## Retraites
Ci-dessous, la liste des joueurs et joueuses notables (gagnants un titre majeur ou ayant fait partie du top 30 pendant au moins un mois) ayant annoncé leur retraite du squash professionnel, devenus inactifs ou ayant été bannis durant la saison 2016:
- Laurens Jan Anjema, né le 1er décembre 1982 à La Haye, Pays-Bas, rejoint le circuit pro en 1999, atteignant la 9e place mondiale en 2010. Il gagne 12 titres PSA World Tour dont le Netsuite Open face à Omar Mosaad et le Bluenose Classic face à Borja Golán. Il atteint en 2010 la finale de l'US Open face à Wael El Hindi. Il renonce en juillet après 15 ans passés sur le circuit[22].
- Adrian Grant, né le 6 octobre 1980 à Londres, rejoint le circuit pro en 1999, atteignant la 9e place mondiale en 2009. Il gagne 21 titres PSA World Tour et il est champion du monde par équipes en 1993. Il renonce en mars après 17 années passées sur le circuit[23].
- Emma Beddoes, née le 29 août 1985 à Leamington Spa, rejoint le circuit pro en 2003, atteignant la 11e place mondiale en septembre 2015. Elle gagne 10 titres PSA World Tour et elle est championne du monde par équipes en 2014. Elle met fin à sa carrière en avril 2016[24].
- Delia Arnold, née le 26 janvier 1986 à Kuala Lumpur, rejoint le circuit pro en 2003, atteignant la 12e place mondiale en septembre 2015. Son plus grand exploit survient en mai 2015 quand elle bat la no 3 mondiale Alison Waters, la no 11 mondiale Annie Au et la no 2 mondiale Raneem El Weleily au British Open avant d'être battue en demi-finale par Camille Serme, future gagnante[25]. Sa dernière compétition est les championnats du monde par équipes en décembre 2016 où elle termine avec la Malaisie à une décevante 6e place[26].